# Хотел Трансилванија: Серија
Хотел Трансилванија — Серија (енгл. Hotel Transylvania: The Series) је америчка анимирана телевизијска серија Базирана је и представља преднаставак филма Хотел Трансилванија из 2012. године, заузимајући место четири године пре догађаја из филма, фокусирајући се на тинејџерку Мејвис и њене пријатеље у Хотелу Трансилванија.

## Радња
Серија се одвија четири године пре дешавања у филму и прати Мејвис и њене пријатеље у њиховим забавним авантурама у Хотелу Трансилванија.

## Емитовање у Србији
У Србији, Црној Гори, Северној Македонији и у неким деловима Босне и Херцеговине цртана серија је титлована кренула са емитовањем на српској верзији Дизни канала. Титлове је радио студио Ес-Ди-Ај мидија. Нема DVD издања.